# Roelof Wunderink

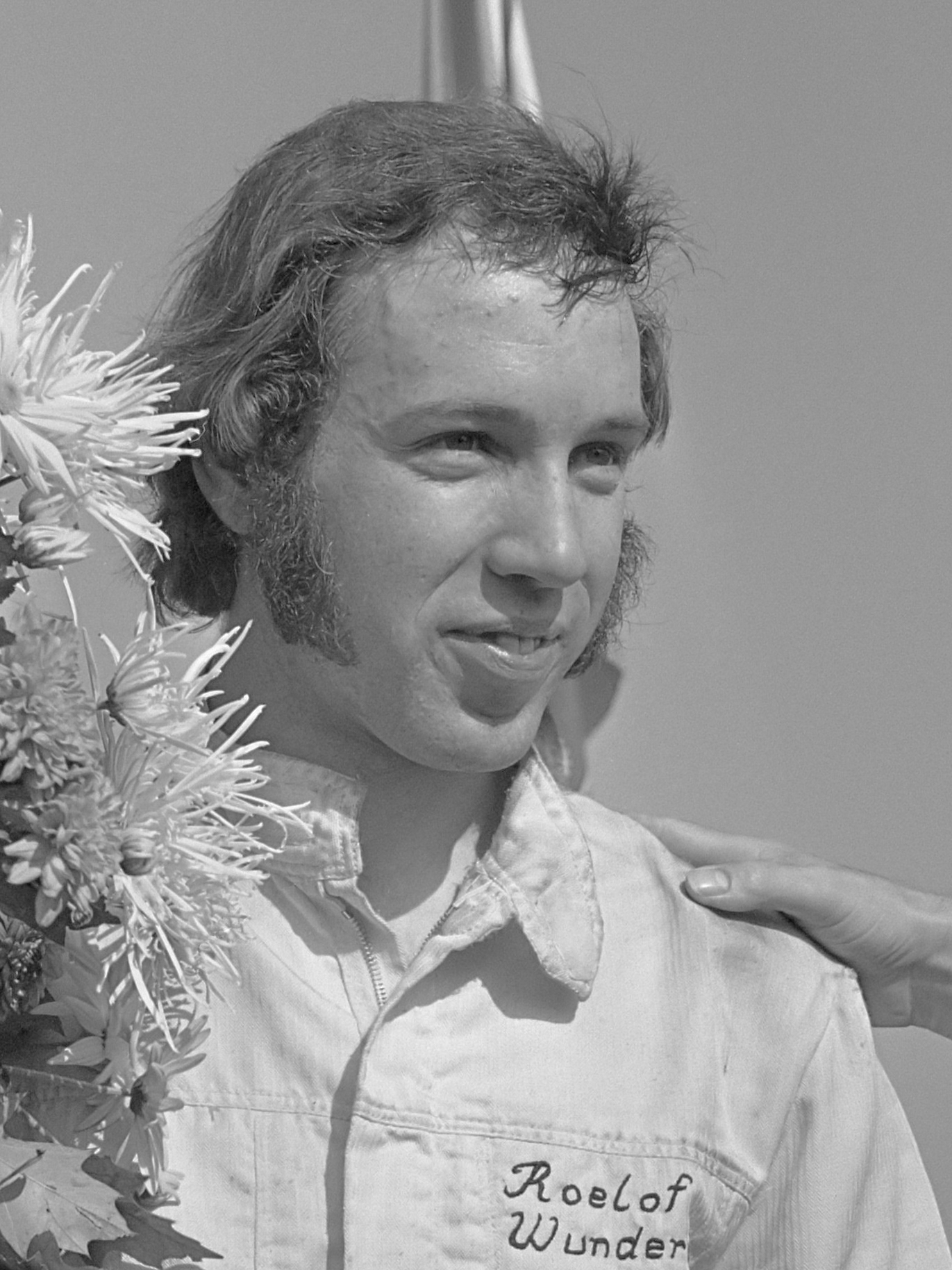
Roelof Wunderink (1972)

Roelof Wunderink (Eindhoven, 12 december 1948) is een Nederlandse voormalige autocoureur. Hij reed drie Grands Prix in de Formule 1.

## Racecarrière
Wunderink begon op 21-jarige leeftijd met autosport en werkte zich razendsnel op. In 1973 reed hij Formule 3 en een jaar later F5000. In 1975 maakt hij met hulp van de Nederlandse sponsor HB Bewakingsystemen zijn debuut in de Formule 1 bij het team van Ensign. Zijn eerste twee races waren non-championship wedstrijden op Brands Hatch en Silverstone. In de race op Brands Hatch werd hij tiende.
Zijn officiële F1-debuut maakte Wunderink in 1975 bij de Grand Prix van Spanje in Montjuïc Park, een wedstrijd waar veel om te doen was vanwege de onveiligheid van de vangrails. Wunderink kwalificeerde zich en reed na 20 ronden op de negende plaats, toen hij uitviel met versnellingsbakproblemen. Uiteindelijk zou de wedstrijd voortijdig afgevlagd worden door een crash van Rolf Stommelen, waarbij vier toeschouwers omkwamen.
In Monaco wist Wunderink zich niet te kwalificeren. Tijdens een vrij weekend zou hij daarna meerijden met de F5000-race op Zandvoort. Hij crashte echter zwaar in de training en stond een tijdlang aan de kant met blessures. Gijs van Lennep verving hem. Tijdens de Britse GP was hij weer terug, maar kwalificeerde zich niet, net als in Italië. Bij de Grand Prix van Oostenrijk startte hij wel, maar werd in de door regenval halverwege afgevlagde race niet geklasseerd, hij had te veel ronden achterstand. Tijdens de laatste race van het jaar, de Grand Prix van de Verenigde Staten, startte Wunderink voor de laatste maal, maar viel hij uit. Hierna trok Wunderink zich terug uit de autosport.

## Over Roelof Wunderink
- Hans van der Klis, Dwars door de Tarzanbocht: de dertien Nederlandse formule-1 coureurs. Amsterdam: Pandora, 2007 (3e ed.), p. 58-69.